# Robert Laffont
Robert Laffont (Marsella, 30 de noviembre de 1916-Neuilly-sur-Seine, 19 de mayo de 2010) fue un editor francés, fundador en 1941 de la casa editorial que lleva su nombre, Robert Laffont.

## Biografía
Robert Laffont fue el hijo del director de la Compañía General Transatlántica y de una madre perteneciente a la alta sociedad de Orán. Hizo sus estudios en la Escuela de Estudios Superiores de Comercio de París.

### Editorial Robert Laffont
En 1941, de 24 años de edad y con pocos recursos económicos, fundó la casa editorial Robert Laffont en la zona libre de Marsella, instalándose más tarde en París, el año de 1945.
Publicó la traducción de Marguerite Yourcenar (prologado por André Maurois) de Ce que savait Maisie de Henry James. Compró los derechos de El Atrapa Corazones de Salinger. También adquirió los derechos de traducción de unas treinta obras de Graham Greene y de Dino Buzzati entre los cuales el Désert des Tartares.
Se especializó en la novela popular y en los denominados best-seller que llevaron su casa editorial al éxito. Después incursionó en otras colecciones como la de ciencia ficción, la literatura extranjera. Entre los grandes éxitos de librería estuvieron las obras de Graham Greene, Henry James, Gilbert Cesbron, Bernard Clavel, Henri Charrière, Mijaíl Bulgákov, Aleksandr Solzhenitsyn et Bruno Bettelheim.
En 1969 adquirió de su amigo Pierre Seghers la Editorial Seghers dedicada principalmente a la poesía.
En 1977 publicó el Quid de Dominique et Michèle Frémy y creó la «colección  Bouquins». Más tarde adquirió las Ediciones Julliard de René Julliard (literatura francesa) y Nil Éditions (literatura).
En 1999, la casa de Robert Laffont es absorbida por Presses de la Cité, filial del grupo Havas, y después de Vivendi, que se transformó en Editis, adquirida por Hachette al final del año 2002, revendida a Wendel Investissement en junio de 2004. Robert Laffont se jubiló entonces, pero permaneció como presidente honorario de la casa editorial.

### Fallecimiento
Robert Laffont murió el 19 de mayo de 2010 en el Hospital Americano de Neuilly a los 93 años de edad.

## Obras
- Dictionnaire des personnages.
- Dictionnaire des auteurs (4 volúmenes).
- Le Nouveau dictionnaire des œuvres (7 volúmenes).
- Dictionnaire des œuvres de tous les temps et de tous les pays (6 volúmenes).
- En colaboración con Jacques-Yves Cousteau, serie de 24 volúmenes La planète Océan (12 volúmenes de « Exploración», 12 volúmenes de « Ciencias»), vendido por correspondencia en los años 80.
- Jacques Boudet y Robert Laffont (dir.), L'Homme et l'animal – Cent mille ans de vie commune, ediciones du Pont Royal, París, 1962.
- Éditeur un homme et son métier, éditions Robert Laffont, 1974.
- Les nouveaux dinosaures, éditions Anne Carrière, 2003 (sobre el drama de los atentados de 2001]]).
- Une si longue quête, éditions Anne Carrière, 2005 (biografía).